# Vladimír Darida
Vladimír Darida (ur. 8 sierpnia 1990 w Sokolovie) – czeski piłkarz, występujący na pozycji pomocnika w greckim klubie Aris.
Jest wychowankiem Viktorii Pilzno, treningi w tym klubie podjął jako pięciolatek. W pierwszym zespole debiutował w sezonie 2009/2010. W sezonie 2010/11 był wypożyczony do Banika Sokolov, jednak znalazł się również w gronie mistrzów krajów (zagrał w jednym spotkaniu w lidze w barwach Viktorii). Po powrocie do macierzystego klubu zaczął grać w podstawowym składzie. W maju 2012 został powołany na zgrupowanie przed EURO 2012 przez selekcjonera Michala Bilka, mimo że wcześniej nie zadebiutował w dorosłej reprezentacji. Najpierw miał ewentualnie zastąpić Tomáša Rosickiego (gdyby ten nie wyleczył kontuzji), ostatecznie zastąpił Daniela Pudila. W reprezentacji debiutował 26 maja 2012 w meczu z Izraelem. Występował w juniorskich i młodzieżowych drużynach tego kraju.
W 2013 roku Darida został zawodnikiem SC Freiburg. Od 2015 do 2022 reprezentował barwy berlińskiej Herthy BSC. W 2022 przeszedł do greckiego klubu Aris.
Po Euro 2020 zakończył karierę reprezentacyjną.